# Іріс Фонтбона
Іріс Балбіна Фонтбона Гонсалес (ісп. Iris Fontbona нар. 1942 або 1943 ) — чилійська бізнесвумен, мільярдерка, вдова. Найбагатша людина в Чилі, п'ята найбагатша в Латинській Америці, 8-ма найбагатша жінка у світі та 91-а найбагатша людина у світі.
Фонтбона отримала своє багатство після смерті чоловіка Андроніко Луксич Абароа в 2005 році від раку.
Основна частина бізнесу її чоловіка припала на їхніх трьох синів — Гільєрмо, Жана Пола та Андроніко. Жан Пол керує «Антофагастами», групою видобутку міді Luksic Group та однією з найбільших гірничих компаній у світі.

## Бізнес
Фонтбона та її родина контролюють Antofagasta, гірничодобувну компанію в Сантьяго. Через публічно торгову компанію Quiñenco вони контролюють Banco de Chile, Madeco, виробник мідних виробі і судноплавну компанію CSAV. CSAV — 16-та найбільша у світі судноплавна компанія за показниками TEU. У 2013 році вона контролювала 65 % Антофагасти.
Після смерті чоловіка, Фонтбона встигла змусити їх сімейний бізнес зрости та досягти нових висот успіху.
Це включало перетворення бізнесу у другий за величиною банк Чилі, найбільший пивовар у світі, у менеджера найбільших мідних копалень у світі та контроль за найбільшою світовою судноплавною компанією. Ще одним її бізнесом є пара розкішних готельних мереж та розкішний курорт у Хорватії. Однією з її перших головних дій після смерті чоловіка було придбання 70 % акцій чилійської телевізійної станції, канал 13. Значна частина її повноважень у компанії видається непрямою. Основні бізнес-рішення, що впливають на компанію, в значній мірі керує її син, Андроніко Луксич Крейг.

## Філантропія
У 2015 році Фонтбона пожертвувала рекордних 3,1 млрд чилійських песо (прибл. $3,9 млн) на щорічний чилійський телемарафон, який прагне допомогти дітям з фізичними вадами. Вона з'являється на телебаченні на телемарафон, який також відбувається перед живою аудиторією. У 2016 році вона пожертвувала ще одну велику суму — 4,4 млрд песо, що допомогло встановити рекорд благодійної акції за обсягом залучених коштів.

## Бекграунд
Фонтбона народилася в 1942 році і відвідувала католицьку середню школу. Коли вона була 17-річною, вона познайомилася з Андроніко Лукшичем Абароа, який був на 20 років старшим за неї, і одружилася з ним до 18 років. Луксич мав п'ятьох дітей від першої дружини Патрісії Ледерер, хто його передував. Фонтбона стала матір'ю Андруніко Луксич Крейга, коли він був 7-річним. Ще одним сином був Гільєрмо Луксич, який помер від раку легенів у 2013 році. У пари було троє власних дітей. Одного сина, Давора Лукшича, згадували, як він мав кілька офшорних компаній у « Панамських документах».
Фонтбона проводить час у трьох первинних резиденціях, включаючи Вітакура, Сантьяго, Чилі, разом з Белгравією в Лондоні та Ліхтенштейні. Вона — побожна римо-католичка. Вона тримає низьку популярність, але щорічно привертає велику увагу ЗМІ під час чилійського телемарафону. Вона не робить і не дає співбесід.